# Callithrix chrysoleuca
Callithrix chrysoleuca är en primat i släktet silkesapor som förekommer i Brasilien. Den tillhör undersläktet Mico som ibland listas som självständigt släkte.
Arten blir 19,5 till 23,6 cm lång (huvud och bål) och har en 29,8 till 35,5 cm lång svans. Pälsen har huvudsakligen vitaktig. På kroppen kan det finnas en blek gulaktig skugga och extremiteterna är orange. Callithrix chrysoleuca har vita tofsar på öronen. Ansiktet är delvis naken och köttfärgad på grund av att huden saknar pigment.
Denna silkesapa lever i Amazonområdet söder om Amazonfloden vid några av dess bifloder. Habitatet utgörs av tropiska regnskogar. Callithrix chrysoleuca har samma levnadssätt som andra arter i undersläktet Mico. Den äter huvudsakligen frukter och dessutom ingår naturgummi, blommor och unga växtskott samt insekter och mindre ryggradsdjur i födan. Apan går främst på fyra fötter över grenar och den kan göra kortare hopp.
Arten listas av CITES i appendix II och av IUCN som livskraftig (LC).